# 嗎啉基

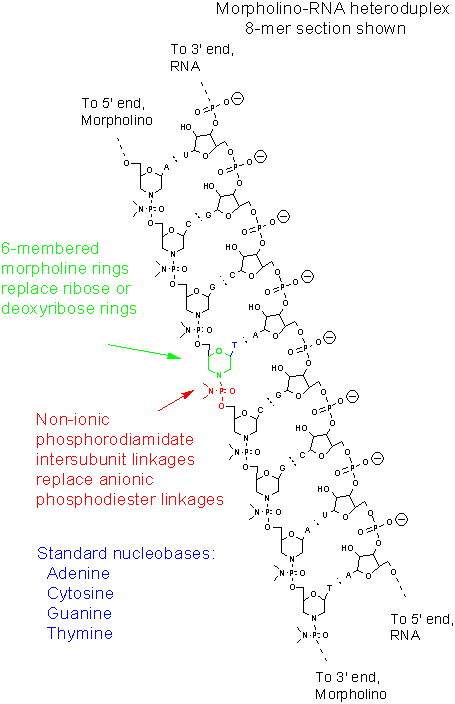
嗎啉基與RNA混合形成的結構片段

嗎啉基又稱嗎啉（英語：Morpholino），是一種用來修飾基因表現的分子，嗎啉基寡核苷酸是一種反義技術，可用來阻礙其他分子與特定核酸序列的結合。可阻擋RNA上約25個鹼基的區域。此分子可應用在一些模式生物的研究上，包括小鼠、斑馬魚、非洲爪蟾等。
除了組合成寡核苷酸之外，嗎啉基也可能出現在其他分子中。但「Morpholino」指其寡核苷酸形式，也就是磷醯二胺嗎啉代寡核苷酸（phosphorodiamidate morpholino oligomers，PMO）。吗啉基是对天然核苷酸结构重新设计获得的合成分子。长度多为25个碱基，以标准核苷酸碱基配对的方式与RNA互补结合。在结构上来看，吗啉基与DNA的区别在于尽管前者有标准的核苷酸碱基，这些碱基却连接在吗啉环上，而非脱氧核糖环。吗啉通过占据体内mRNA与其它分子作用位点来发生作用。

## 延伸閱讀
- Wiley-Liss, Inc. Special Issue: Morpholino Gene Knockdowns of genesis Volume 30, Issue 3 Pages 89-200 (July 2001)[永久]. A special issue of Genesis, comprised of a series of peer-reviewed short papers utilizing morpholino knock downs of gene function in various animal and tissue culture systems.

- Moulton, Jon, , Beaucage, Serge  (编), , New Jersey: John Wiley & Sons, Inc., 2007, ISBN 978-0-471-24662-6